# Museo de la Exploración Rudolph Amandus Philippi
El Museo de la Exploración Rudolph Amandus Philippi es un museo dedicado a la vida y obra del naturalista Rudolph Amandus Philippi. Quien llega a Chile tras el proyecto de inmigración alemana propuesto por su hermano Bernhard Eunom Philippi entre 1846 y 1875. En este proyecto cerca de seis mil alemanes se instalan en Chile en busca de un futuro mejor.
El museo se ubica en la casa Schüller establecida en la Universidad Austral de Chile (Los Laureles, Valdivia).

## Historia

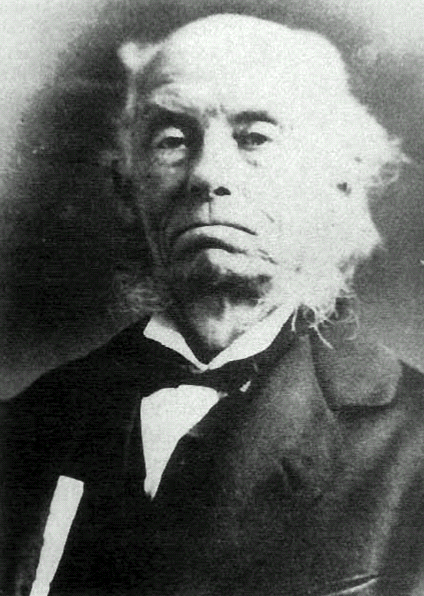
Fotografía de Rodolfo Amando Philippi

Creada en 1914 dentro de la casa Shüller, la cual fue adquirida por Carlos Azocar Bustamente quien dona la vivienda para la creación de este museo.
El inmueble fue creado a base de los estilos "Jugendstil" y "Art Decó" en donde se utilizaban maderas y forros de lata. Este tipo de arquitectura es un ejemplo del diseño que se instauró en Chile por parte de la colonia Alemana.
Originalmente el establecimiento se encontraba a 3 km de distancia a la ubicación actual, este cambio se decidió para que el museo se encontrara en un lugar cercano a la Universidad Austral de Chile y así asegurar su administración por parte de la misma. Sofía Sanfuentes y Gabriel Guarda O.S.B fueron los arquitectos encargados de este proyecto.
La vivienda fue desarmada y posteriormente trasladada, pero antes del desmonte se hizo un levantamiento de la vivienda, es decir, se recopiló toda la información posible enumerando cada pieza que conformaba la casa. El orden del armado se fue complicando al momento en que los arquitectos se dieron cuenta de que la vivienda se encontraba conformada de ensambles específicos. Entonces, se decide tomar un punto de guía enumerando cada ensamble para poder armar la vivienda en su forma natural.
Las piezas dañadas fueron renovadas y las maderas fumigadas, además se pintó las paredes exteriores de acuerdo a un estudio previo que permitió recrear la imagen original, tanto interior como exterior de la casa.
Un total de 80.000 mil piezas numeradas en serie ayudaron a facilitar el trabajo de relevantamiento de la gigantesca vivienda de 320 m², dos plantas y un zócalo. Se respetó el color original el cual se decidió a través de un estudio para la conservación interior de la vivienda.

## Colección

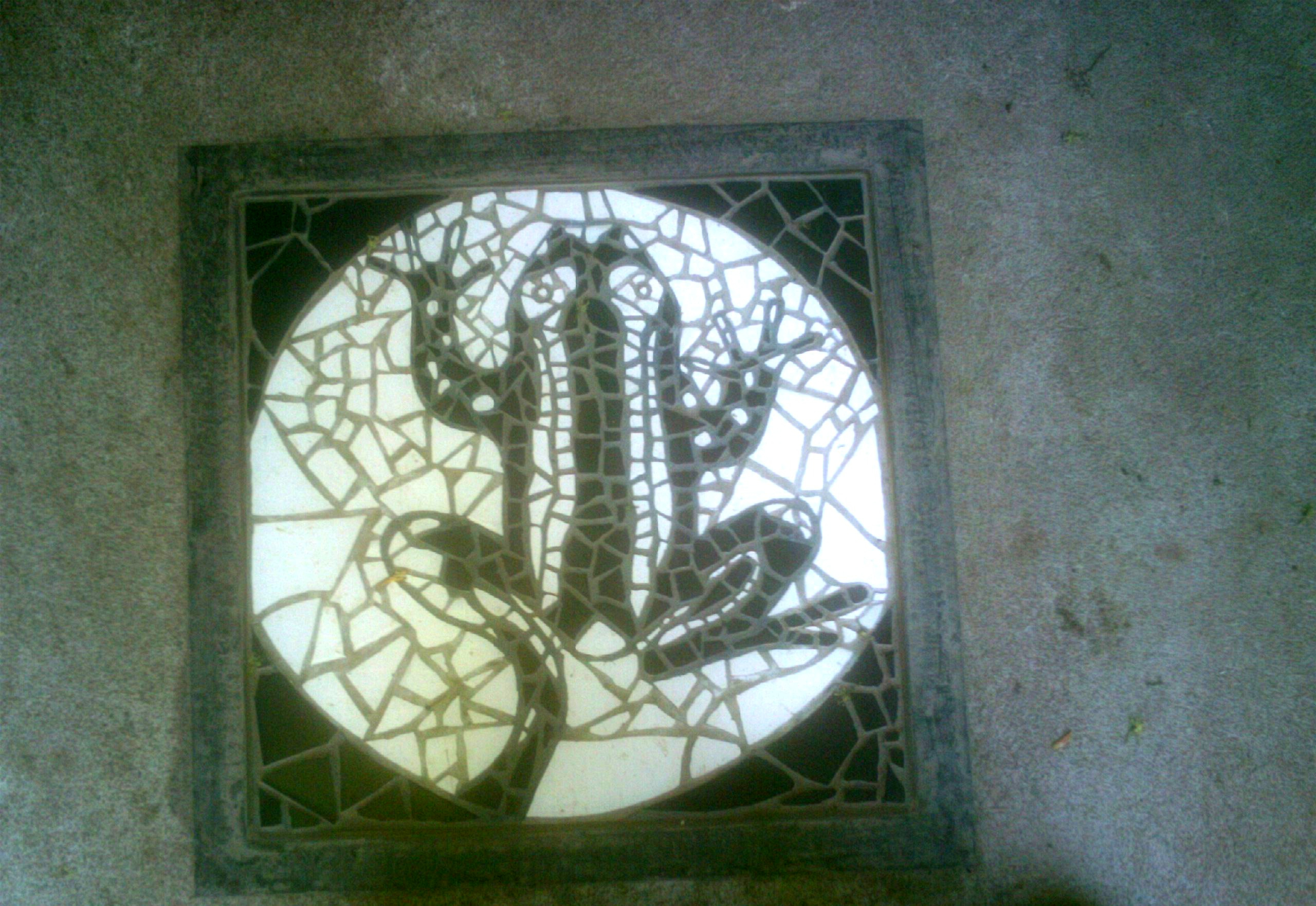
Uno de los mosaicos del museo.

La colección del museo se basa en los estudios botánicos del naturalista Rudolph Amandus Philippi, como también acuarelas, dibujos, fotografías y otros objetos que forman parte de las posesiones del naturalista. Además de herramientas, mobiliarios y otros objetos científicos provenientes del siglo XIX.
Al hacer ingreso al museo se encuentra un mapa en donde está el título de cada espacio que se encuentra durante el recorrido, entre estos se están:
- Sala 1: “El orden prodigioso del mundo natural”

En esta sala se presentan variados temas sobre el mundo natural, como gráficos de zonación vegetacional, variaciones de la flora a diferentes altitudes y latitudes, diversas especies etc.
- Sala 2: “La aventura del científico”

Aquí se explora la vida y contribuciones de Rudolph Philippi, destacando su llegada a Chile en 1851 y su amor por la naturaleza.
También se destacan las adversidades enfrentadas por los alemanes y la búsqueda de un futuro mejor en Chile.
- Sala 3: “El legado del naturalista”

La sala 3 destaca los aportes de Philippi al desarrollo científico y cultural de Chile, explicando sus contribuciones.
- Sala 4: “Biodiversidad de la selva valdiviana”

En esta se resalta la importancia de la biodiversidad de la Selva Valdiviana y como su relevancia se ha formado a través de procesos históricos y ecológicos. 
- Sala 5: “Banmédica”

Aquí se encuentran relatos de la historia de la casa en donde está instalado el museo, explicando datos históricos, como lo fue el traslado de la casa.
- “Escaleras”

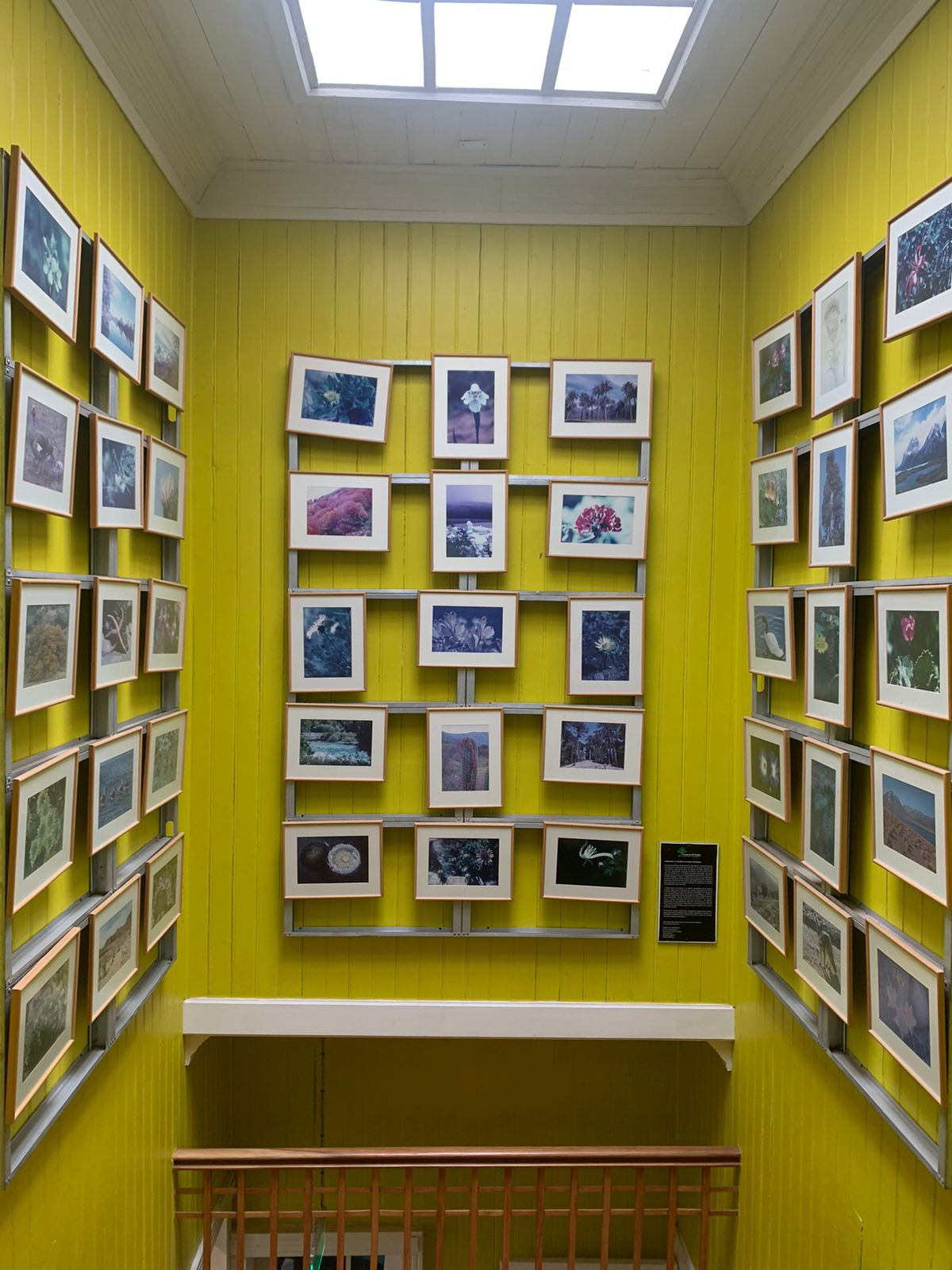
"Escaleras" Museo

En este espacio entre salas hay una exposición fotográfica, proveniente de la fundación R.A. Philippi de estudios naturales.
Sus actividades y proyectos están al alcance de todos a través de la página web www.fundacionraphilippi.cl
- Sala 6: “El gabinete de Rudolph Amandus”

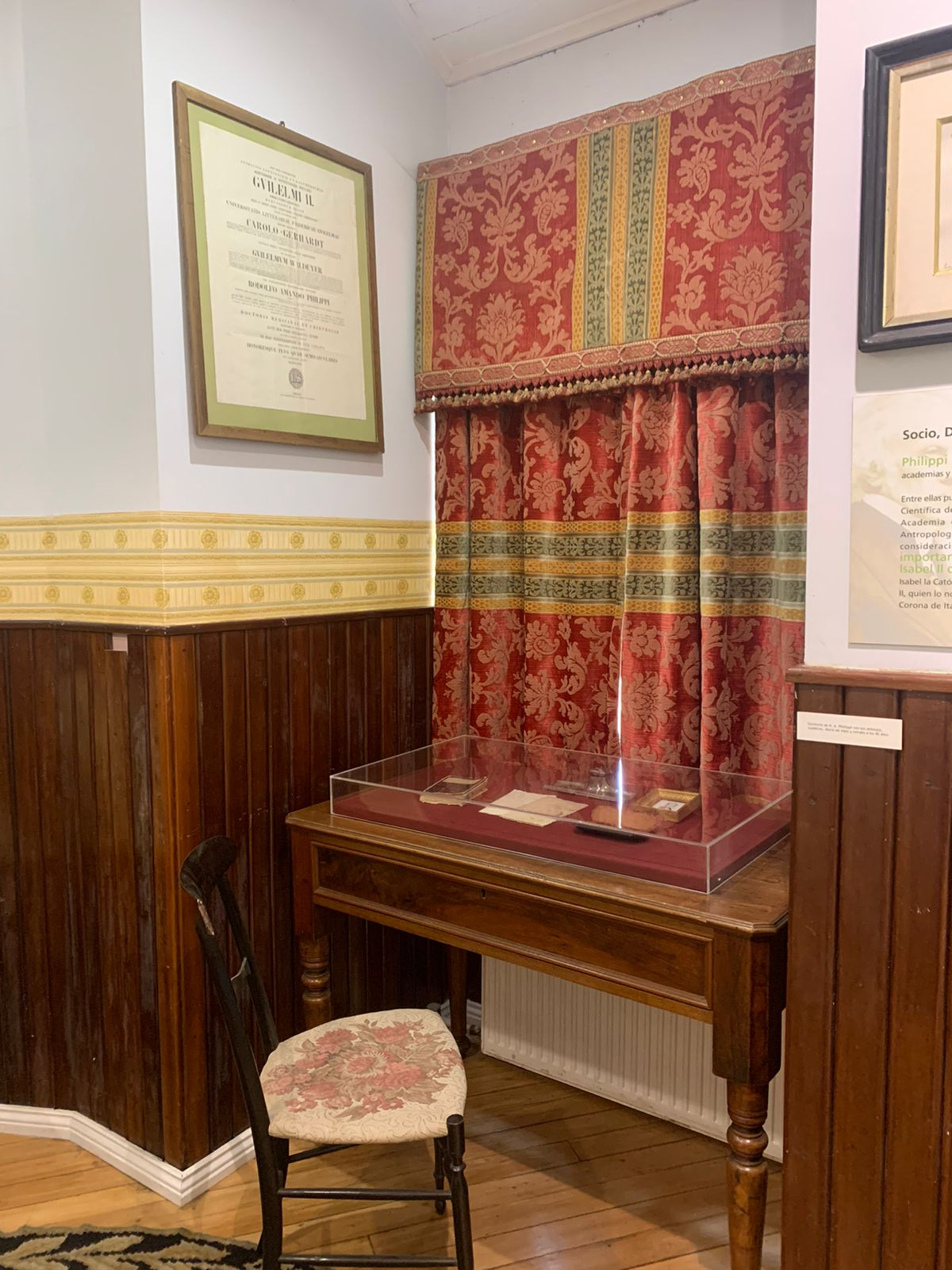
Escritorio de Rudolph Amandus Philippi

En esta sala se destaca la trayectoria del científico recreando un espacio en donde se encuentran objetos utilizados por Philippi, como su libreta de anotaciones.
- Sala 7: “La exploración del territorio”

Se hace referencia a científicos exploradores en Chile, haciendo mayor mención al recorrido de Philippi por Chile en el siglo XIX. 
- Sala 8 “El arte de coleccionar”

En esta sala se presenta parte de una colección de monedas, billetes, medallas y sellos donados por el valdiviano Norberto Petersen Meissner a la Universidad Austral de Chile y que forman parte del Centro Filatélico y Numismático.
El Programa de Conservación Cultural del Ministerio Federal de Relaciones Exteriores de Alemania realizó un aporte de más de 32 millones de pesos para cubrir los gastos de mantenimiento y la adquisición de objetos.
Así también el museo cuenta con el auspicio de la Fundación Banmédica, Fundación Andes, la Ley de Donaciones Culturales, Universidad Austral y con la colaboración de la Corporación “Amigos del Patrimonio”, Fundación Philippi, Carlos Azócar, Padre Gabriel Guarda y la empresa alemana MAN Ferrostaal.

## Ingreso al museo
El funcionamiento del museo es de martes a domingo y cuenta con dos bloques horarios a los cuales se puede asistir, siendo el primero de 10:00 a 13:00 horas y el segundo de 14:00 a 18:00 horas. De igual manera, para hacer ingreso al museo existen distintos valores siendo estos los siguientes;
ADULTO DOBLE (M. Histórico y M. R.A Philippi)              $ 3.000.-CLP
ADULTO                                                                             $ 2.000.-CLP
ADULTO MAYOR                                                               $ 1.500.-CLP
ESTUDIANTES                                                                  $ 1.000.-CLP
NIÑOS DOBLE (M. Histórico y M. R.A Philippi)                 $ 1.000.-CLP
NIÑOS                                                                                 $ 600.-CLP
De los valores, la entrada doble de adultos y de niños permite el ingreso al Museo Histórico y al Museo R.A Philippi.